# بائيسة
بائيسة هي فتاة تعيد لها الكنيسة القبطية في 8 أغسطس من كل عام.

## قصتها
ولدت في منوف من أبوين غنيين تقيين ولما توفي والداها جعلت منزلها مأوى للغرباء والمساكين وصارت تقبل كل من يقصدها وتقضي له حاجته حتى نفذ مالها فاجتمع بها قوم أرد ياء السيرة وحولوا فكرها إلى الخطية فجعلت بيتها دارا للدعارة فاتصل خبره برهبان وادي النطرون فحزنوا عليها حزنًا عظيمًا واستدعوا القديس يوحنا القصير وكلفوه بالذهاب إليها ليصنع معها رحمة عوض ما صنعته من الخير معهم ومساعدتها على خلاص نفسها فأطاعهم القديس وسألهم أن يساعدوه بصلواتهم.
ولما أتي إلى حيث تقيم قال للخادمة: «أعلمي سيدتك بوجودي» فلما أعلمتها تزينت واستدعته فدخل وهو يرتل قائلًا: إذا سرت في وادي الموت لا أخاف شرًا لأنك أنت معي.
ولما جلس نظر إليها وقال: «لماذا استهنت بالسيد المسيح وأتيت هذا الأمر الرديء؟» فارتعدت وذاب قلبها من تأثير كلام القديس الذي أحني رأسه وبدأ يبكي فسألته: «ما الذي يبكيك؟» فأجابها بقوله:«لأني أعاين الشياطين تلعب علي وجهك» فلهذا أنا أبكي عليك «فقالت له» «وهل لي توبة؟» فأجابها بقوله «نعم ولكن ليس في هذا المكان» فقالت له: «خذني إلى حيث تشاء» فأخذها لي أحد أديرة الراهبات القريبة من جبلوادي النطرون ولما أمسى الوقت قال لها نامي هنا، أما هو فقد نام بعيدًا عنها ولما وقف يصلي صلاة نصف الليل رأي عمودًا من نور نازلًا من السماء متصلًا بالأرض وملائكة الله حاملين روح بائيسة ولما اقترب منها وجدها قد ماتت فسجد وصلى بحرارة ودموع طالبًا إلى الله أن يعرفه أمرها فجاءه صوت قائلا: «ان توبتها قد قبلت في اللحظة التي تابت فيها» وبعدها واراها التراب عاد إلى الرهبان وأعلمهم بما جري فمجدوا الله الذي يقبل التائبين ويغفر لهم خطاياهم.
تعيد لها الكنيسة القبطية في 8 أغسطس من كل عام.

## مواضيع مرتبطة
- أقباط
- تاريخ مصر المسيحية
- معهد الدراسات القبطية
- كنيسة قبطية أرثوذكسية
- توماس السائح
- برسوم العريان
- أبولونيا (قديسة)
- ثيؤدوره